# NGC 2870
NGC 2870 é uma galáxia espiral barrada (SBbc) localizada na direcção da constelação de Ursa Major. Possui uma declinação de +57° 22' 33" e uma ascensão recta de 9 horas, 27 minutos e 53,7 segundos.
A galáxia NGC 2870 foi descoberta em 19 de Março de 1790 por William Herschel.